# Інсейф
Інсейф (англ. Insafe) — європейська мережа центрів обізнаності, що сприяють безпечному, відповідальному використанню Інтернету і мобільних пристроїв молодими людьми. Співфінансується Програмою безпечного Інтернету.

## День безпечного Інтернету
За ініціативою європейських некомерційних організацій European SchoolNet та Insafe Захід запроваджено День безпечного Інтернету (англ. Safer Internet Day), який з 2004 року відзначається у вівторок другого тижня[прояснити: ком.] лютого.
Цього дня в багатьох країнах світу обговорюються:
- шляхи безпечного використання молоддю Інтернету,
- питання інтернет-етики,
- загрози протизаконного контенту.

День безпечного Інтернету має на меті досягнення об'єднання зусиль держави, бізнесу і громадськості для популяризації механізмів безпечної роботи в мережі, перш за все серед дітей та молоді.

## Відзначення Дня безпечного Інтернету в Україні
2009 року Коаліція за безпеку дітей в Інтернеті за ініціативи «Майкрософт Україна» оголосила про запуск соціальної кампанії «Місяць безпечного Інтернету»
2013 року цього дня було проведено прес-конференцію Інтернет асоціації України, під час якої наголошено, що завданням вітчизняної інтернет-спільноти є віднаходження компромісу між ефективністю та безпечністю використання Інтернету з урахуванням української специфіки. Також розкрито стратегію боротьби за безпеку в Інтернеті, яку умовно можна розділити на три складові: інформування користувачів і профілактичні заходи, механізми захисту в процесі надання інтернет-послуг та інструменти з усунення протизаконного контенту.
ІнАУ розробила Загальні правила роботи в Інтернеті та готується до перекладу пам'ятки з безпеки в Інтернеті для дітей «Play and Learn: Being online», який розробила організація Insafe.
ІнАУ визначила, що найнебезпечнішими порушеннями в інформаційній сфері є:
- дитяча порнографія,
- прояви расової на національної нетерпимості,
- тероризм.

Для викорінення найнебезпечнішого контенту створено постійну «гарячу лінію» з вебінтерфейсом, де кожен користувач може залишити свою скаргу про інформаційні порушення в Інтернеті.
ЛОМО «Старт» у 2014 році долучилась до Дня безпечного Інтернету як національний координатор в Україні та продовжувала цю діяльність до 2017 року. Діяльність організації спрямована на формування безпечної поведінки в Інтернеті дітей та молоді, батьків, педагогів, молодіжних працівників, бібліотекарів та  реалізується в рамках неформальної та формальної освіти. У 2017 році після п'яти років роботи організації «Старт» як Національного комітету Дня безпечного Інтернету в Україні, було вирішено заснувати «Центр кращого Інтернету» для того, щоб щодня просувати безпечне використання цифрових технологій, розвиток та підтримку інформаційно-цифрового суспільства, просувати культури та безпеку користування мережею Інтернет.
Протягом жовтня-листопада 2014 року Національний комітет Дня безпечного Інтернету 2015 (SID 2015), кафедра соціальної педагогіки Луганського національного університету імені Тараса Шевченка, Науково-дослідний центр проблем соціальної педагогіки та соціальної роботи Національної академії педагогічних наук України та Луганського національного університету імені Тараса Шевченка, Видавництво педагогічної преси та літератури «Шкільний світ» проводили Національний конкурс тренінгових вправ з безпечної поведінки в Інтернеті для дітей та молоді.
У 2015 році членами ЛОМО «Старт» було розроблено практичний посібник «Освіта в сфері прав людини в Інтернеті» для роботи з дітьми та молоддю, викладачами та батьками, бібліотекарами та молодіжними працівниками. У 2016 році проведений відкритий конкурс для пошуку регіональних координаторів Дня безпечного Інтернету в Україні.
Рекомендації для батьків, директорів шкіл, соціальних педагогів, розроблені членами ЛОМО «Старт» друкуються як на сайтах партнерських організацій, так і у друкованих виданнях видавництва «Шкільний світ».
Постійними організаторами заходів для дітей та молоді до Дня безпечного Інтерну в Україні є Міністерство освіти і науки України, ДНУ Інститут модернізації освіти, та його партнери, дитячі та молодіжні організації, заклади освіти, громадські організації, бібліотеки, вищи навчальні заклади всіх рівнів, інститути післядипломної педагогічної освіти, видавництва для педагогів.
7 лютого 2017 року День безпечного Інтернету відзначався у світі під гаслом «Будь зміною: об'єднаймося для кращого Інтернету».
6 лютого 2018 року — під гаслом «Створюй, спілкуйся та поважай: кращий Інтернет починається з тобою»День безпечного Інтернету-2018 в Україні. prostir.ua. Архів оригіналу за 14 серпня 2020. Процитовано 15 листопада 2017., з метою залучити до дій кожного, хто відіграє свою роль у створенні кращого Інтернету для всіх, зокрема, наймолодших користувачів. В Україні засновано ГО «Центр кращого Інтернету».
Відзначаючи День безпечного Інтернету Інститут модернізації змісту освіти МОН за підтримки Програми Мережних академій Cisco, Кіберполіції України та компанії ERC 7 лютого 2018 року провів безкоштовний онлайн-урок учнів 8-11 класів, професійно-технічних ліцеїв та коледжів.
5 лютого 2019 року День безпечного Інтернету 2019 відзначався під гаслом «Разом для найкращого Інтернету».
День безпечного Інтернету 2020 року відзначається 11 лютого 2020 року під гаслом «Разом для найкращого Інтернету».
Дізнатися, як День безпечного Інтернету відзначається в світі та Україні, можна у соціальних мережах за хештегами #SID2020, #SaferInternetDay та #ДеньБезпечногоІнтернету.
11 лютого 2020 року у світі відзначається День безпечного Інтернету (Safer Internet Day) під гаслом «Разом для найкращого Інтернету».